# Heather Beach Provincial Park
Heather Beach Provincial Park är en park i Kanada.   Den ligger i provinsen Nova Scotia, i den östra delen av landet, 900 km öster om huvudstaden Ottawa. Heather Beach Provincial Park ligger 9 meter över havet.
Terrängen runt Heather Beach Provincial Park är platt. Havet är nära Heather Beach Provincial Park åt nordost. Runt Heather Beach Provincial Park är det mycket glesbefolkat, med 4 invånare per kvadratkilometer.. Närmaste större samhälle är Oxford, 17,8 km sydväst om Heather Beach Provincial Park. 
I omgivningarna runt Heather Beach Provincial Park växer i huvudsak blandskog.